# Семёнов, Иосиф Ефимович
Ио́сиф Ефи́мович Семёнов (9 мая 1924, д. Вотский Тоймобаш, Можгинский уезд, Вотская автономная область, РСФСР, СССР — 20 апреля 2003, д. Удмуртский Тоймобаш, Алнашский район, Удмуртская Республика, Россия) — советский сельскохозяйственник и общественный и политический деятель. С 1950 по 1980 годы — бессменный председатель колхоза «Прогресс» Алнашского района Удмуртии. Депутат Верховного Совета УАССР 5-го созыва. 
Герой Социалистического Труда (1966). Почётный гражданин Алнашского района (1967) и Удмуртской Республики (2000). Участник Великой Отечественной войны.

## Биография
Иосиф Ефимович Семёнов родился 9 мая 1924 года в крестьянской семье деревни Вотский Тоймобаш Можгинского уезда Вотской Автономной области. По окончании 7-летней школы в сентябре 1938 года с 14 лет начал работать счетоводом в колхозе «Социализм» Удмурт-Тоймобашского сельсовета.
В августе 1942 года Иосиф Ефимович был призван Алнашским райвоенкоматом в ряды Красной Армии и до апреля 1943 года числился курсантом 3-го Ленинградского пехотного училища, в годы войны располагавшегося в городе Воткинске Удмуртской АССР. По окончании училища младший лейтенант Семёнов был направлен на 1 Украинский фронт командиром взвода. После сквозного пулевого ранения, полученного 6 сентября 1943 года при штурме села Дмитровка в Сумской области проходил лечение в эвакогоспиталях, после чего по состоянию здоровья в марте 1944 года был уволен в запас и вернулся в родные края. 1944 год Иосиф Ефимович проработал счетоводом колхоза «Кузили» в деревне Удмуртский Вишур, а в конце года был утверждён председателем исполкома Удмурт-Тоймобашского сельсовета депутатов.
В июле 1950 года решением общего собрания работников колхоза «Трактор» (с 1963 года — «Прогресс») был избран его председателем и бессменно руководил им на протяжении 30 лет, превратив в одно из самых крупных, экономически мощных и стабильных хозяйств Алнашского района и всей Удмуртии. В 1962 году без отрыва от производства окончил Сарапульский сельскохозяйственный техникум по специальности «Агрономия».
Указом  Президиума Верховного Совета СССР от 30 апреля 1966 года «за успехи, достигнутые в увеличении производства и заготовок подсолнечника, льна, конопли, хмеля и других технических культур» Семёнову Иосифу Ефимовичу было присвоено звание Героя Социалистического Труда с вручением ордена Ленина и золотой медали «Серп и Молот».
Помимо организации сельскохозяйственных работ Иосиф Ефимович принимал активное участие в общественно-политической жизни. Избирался депутатом Верховного Совета Удмуртской АССР 5-го созыва (1959—1962), неоднократно избирался членом райкома и бюро райкома КПСС, депутатом районного и сельского Советов, членом парткома колхоза.
Постановлением Председателя Госсовета УР № 602-II от 24 октября 2000 года Иосифу Ефимовичу Семёнову присвоено звание Почётного гражданина Удмуртской Республики.
Помимо ордена Ленина был награждён также орденами Октябрьской Революции (1971), Красной Звезды (1983), Отечественной войны II степени (1985), «За трудовое отличие» (1958), медалями «За доблестный труд. В ознаменование 100-летия со дня рождения В. И. Ленина» (1970), Почётной Грамотой Президиума Верховного Совета СССР, тремя Почётными грамотами Президиума Верховного Совета Удмуртской АССР.